# Limburg (Bỉ)
Bài này về một tỉnh của Bỉ. Để biết nghĩa khác, xem Limburg.
Limburg (tiếng Hà Lan: Limburgⓘ) là tỉnh cực đông của Flanders (một trong ba vùng của Bỉ), tọa lạc dọc theo phía tây sông Maas. Tỉnh này giáp với (từ phía bắc theo chiều kim đồng hồ): các tỉnh Noord-Brabant, Limburg của Hà Lan và các tỉnh của Bỉ Liège, Flemish Brabant và Antwerpen. Thủ phủ là Hasselt. Tỉnh này có diện tích 2.414 km² được chia thành 3 huyện (arrondissementen trong tiếng Hà Lan) với 44 đô thị.
Ngôn ngữ chính thức ở đây là tiếng Hà Lan, nhưng ở hai đô thị Herstappe và Voeren có một số cộng đồng nói tiếng Pháp.
Tỉnh này có kênh đào Albert. Tỉnh đã từng là một khu vực khai thác than đá.

## Hành chính
| Huyện Hasselt: 2. As 3. Beringen 8. Diepenbeek 10. Genk 11. Gingelom 12. Halen 13. Ham 15. Hasselt 18. Herk-de-Stad 20. Heusden-Zolder 26. Leopoldsburg 28. Lummen 33. Nieuwerkerken 34. Opglabbeek 38. Sint-Truiden 39. Tessenderlo 43. Zonhoven 44. Zutendaal | Huyện Maaseik: 5. Bocholt 7. Bree 9. Dilsen-Stokkem 14. Hamont-Achel 16. Hechtel-Eksel 22. Houthalen-Helchteren 23. Kinrooi 27. Lommel 29. Maaseik 31. Meeuwen-Gruitrode 32. Neerpelt 35. Overpelt 36. Peer | Huyện Tongeren: 1. Alken 4. Bilzen 6. Borgloon 17. Heers 19. Herstappe 21. Hoeselt 24. Kortessem 25. Lanaken 30. Maasmechelen 37. Riemst 40. Tongeren 41. Voeren 42. Wellen |

## Cư dân địa phương nổi tiếng
- Willy Claes (1938) – nhà chính trị, cựu Tổng thư ký NATO.
- Robert Cailliau, (1947) - đồng phát minh World Wide Web, cùng với Tim Berners-Lee.
- Adrien de Gerlache – nhà thám hiểm
- Barthélémy de Theux de Meylandt (1794-1874) - cựu thủ tướng
- Neel Doff (1858-1942) – nhà văn
- Hendrik van Veldeke (1858-1942) – nhà văn
- Ambiorix (thế kỉ 1 TCN.) – lãnh đạo Gallic
- Stijn Helsen (1973) – nhà thiết kế thời trang
- Ingrid Berghmans (1961) - judoka
- Kim Clijsters - tuyển thủ tennis
- Harry Everts - Vô địch đua ô mô tô
- Stefan Everts - Vô địch đua ô mô tô
- Eric Geboers - Vô địch đua ô mô tô
- Eric Gerets - cầu thủ bóng đá
- Karel Lismont - vận động viên điền kinh
- Jacky Martens - Vô địch đua ô mô tô
- Axelle Red – ca sĩ
- Eric Vanderaerden (1962) – cu rơ xe đạp
- Ingrid Vandebosch- người mẫu
- Jan van Eyck (ca.1390-1441) - họa sĩ